# Sing Sing (radio)
Pour les articles homonymes, voir Sing Sing.

Logo de la radio

Sing Sing est une radio française associative qui se veut anti commerciale. Elle est créée en 2001, à Saint-Coulomb, en Bretagne, dans le département d'Ille-et-Vilaine. Elle diffuse alors ses programmes grâce à une fréquence sur la bande FM au voisinage de Saint-Malo et de Dinan, mais aussi sur internet.
À partir de 2016, la radio n'émet plus en modulation de fréquence, et devient une webradio à part entière. 

## Historique

### Années 2000: développement
Jusqu'en 2002, la radio était financée par la ville de Saint-Malo. Pour assurer un nouveau financement, depuis, un festival et plusieurs concerts se sont déroulés jusqu'en 2006 dans les murs du fort Saint-Père, le lieu même qui accueille le festival La Route du Rock, à l'initiative du groupe de musique Percubaba.
En outre, en 2005, la radio s'est dotée d'un chapiteau, structure mobile de concerts, pour faire face au manque de salles de concert dans la région.

### 2015: période de trouble
En avril 2015, Sing Sing connait un trouble qui rend incertain son devenir et doit déposer un dossier au nom de Sing Sing Bis pour pouvoir postuler.
Le 21 juin 2015, les émissions reprennent sur internet sous l'impulsion de son directeur et programmateur, Yann Heligoin.
Cependant, le 29 juillet 2015, Sing Sing est mise en demeure par le CSA de reprendre ses émissions coupées depuis avril 2015.
Le 20 juillet 2015, le groupe de blues Mountain men vient jouer au Palais du Grand Large à Saint-Malo, pour apporter son soutien à la radio et mobiliser les auditeurs. Fin aout 2015 la diffusion est rétablie sur la FM à Saint-Malo. Malgré la mobilisation de ses auditeurs (10 000 signataires sur change.org), le 13 octobre 2015, le Bis de Sing Sing n'est pas sélectionnée par le CSA pour poursuivre ses émissions FM (96,7) à Saint-Malo. À partir de janvier 2016. Sing Sing perd son unique fréquence que le CSA attribue à une radio commerciale, Radio Bonheur.

## Programmation et diffusion
La radio a pour but de promouvoir différents types de musique et donner une voix aux nouveaux talents, hors circuits commerciaux. Sa programmation puise dans tous les styles musicaux, hors des modes. Radio Sing-Sing diffuse de la musique en continu, entrecoupée d'annonces d'auditeurs, et de journaux relayés de Radio France internationale.